# Kiskapus
1909-ig ugyanez volt a neve Magyarkiskapusnak!
Kiskapus (románul Copșa Mică, németül Kleinkopisch, szászul Klikopesch) város Romániában, Erdélyben, Szeben megyében.

## Fekvése
Medgyestől 10 km-re délnyugatra, a Nagy-Küküllő bal partján fekszik. A 20. század második felében beolvadt a jobb parton fekvő Kisekemező.

## Nevének eredete
1263-ban első említése Kapws néven. 1283-ban Copus. 1296-ban Kapus 1402-ben Parva Kabaz néven említik. 1415-ben Kops Minor, 1429-ben Kyess Kappws, 1463-ban Kyskapws 1733-ban Magyar Kapus. Román neve (Kopcse) 1750-ből, a német 1800-ból adatolható (Klein Kopisch). A nevet középkori vámja után kapta.

## Története
Magyar lakosságú falu volt a Királyföldön, Nagyselykszékben. 1550-ben lakói lutheránus hitre tértek és a szászok többségéhez hasonlóan később sem követték a reformáció további újításait. 1757-ből való az első adat az első biztosan nem szász (szlovák), 1776-ból az első magyar lelkészéről.
1760-ban több magyar családja katolizált, majd 1779-ben katolikus plébániát hoztak létre. Közben 1772-ben a katolikusok kezdték használni a templomot is, de azt a következő évben a hatóságok az evangélikusoknak ítélték. A katolikus egyház anyakönyvei 1772-től maradtak fönn.
Hosszú időn keresztül pereskedett Medgyessel a két helység között elterülő erdők makkoltatási jogáról. Lakói 1848. április 21-én elpusztították a medgyesszékiek erdészházát. A kivezényelt katonaság távozása után ismét elkergették a szék erdőőreit, és használatba vették az erdőt.
1849. március 1-jén határában csata dúlt Puchner császári serege és Bem csapatai között.
1864-ben épült az első ortodox templom. 1873-ban vasúti csomóponttá vált a Budapest-Brassó fővonalon, innen ágazik el a Kiskapus - Nagyszeben vonal, de lakossága nem gyarapodott jelentősen. 1876-ban Nagyküküllő vármegyéhez csatolták. Az 1880-as évek első felében évi két országos vásár tartására kapott szabadalmat.
1913-ban közelében, a Sómarton földgázlelőhelyre bukkantak, amelynek hasznosítása a két világháború között indult meg. 1921-ben Kiskapus község, Nagy-Küküllő megyében, medgyesi járásban, a kiskapusi kerületi jegyzőség (secretariat cercual) székhelye.  1072 lakos (1920) Vasútállomása, postája, távírója, telefonja van.
Polgármester: Buchendrea Dumitru, jegyző: Agyagosi Gábor. Tanítók: Iampa Mihail, Murádin Lukács, Barta Mózes. Tanítónők: Mărginean Ana, Mihály Elza. Lelkészek: Fóris András lutheránus egyház, Fekete Imre római katolikus egyház, Ferchilă Iacob ortodox egyház. Pénzintézet: Kiskapusi hitel és takarék bank. Szatócsok: Crișan Ioan, Fóris Antalné, Veszely Vencel. Kocsmáros: Albert Ábrahám. Csizmadia: Mátéfy Károly. Kovács: László János. Asztalos: Wotsch Martin voltak. 
1938-ban már 75 268 millió km³ földgázt termeltek ki. 1936-ban koromgyárat alapítottak (a földgáz elégetéséből nyert kormot a gumi- és festékgyártásban használták föl). 1939-ben kezdődött a termelés a színesfémkohóban (cink és ólom). 1961-ben várossá nyilvánították.
1965 és 1970 között újabb ipari létesítményeket hoztak létre. A szocializmus idején titokként kezelt, az elfogadott értékeket néha több százszorosan túllépő kadmium-, ólom-, szén-dioxid-, kén-dioxid- és kénsavgőz-szennyezés az 1980-as évekre Európa egyik környezeti katasztrófaterületévé tette. A városban általánossá váltak a tüdőbetegségek, a férfiaknál a színesfémszennyezés okozta impotencia.
Az 1990-es évek első felében ipara válságba került, 1993-ban bezárták az addig Carbosin néven ismert koromgyárat, majd berendezéseit ócskavasként értékesítették. A munkások nagy része elköltözött, elhagyott lakásaikba cigányok települtek. 1989 óta lakossága 23%-kal csökkent. 2000 végén a kimutatott munkanélküliség 56%-os volt.
1998-ban egy görög társaság megvásárolta a színesfémkohót, és ma is folyik a gyártás. A hajdani koromgyári fekete füst helyett most fehér áramlik a kéményekből. A nehézfém-szennyezés miatt bőrrák és tüdőrák pusztít a településen, és Európában itt a legmagasabb a gyermekhalandóság.

## Népessége
1900-ban 908 lakosából 680 volt a magyar, 186 a román és 37 a német anyanyelvű; 373 evangélikus, 284 római katolikus, 185 ortodox és 45 református vallású.

2002-ben 5369 lakosából 4304 volt román, 637 magyar és 390 cigány nemzetiségű; 4527 ortodox, 330 római katolikus, 168 református és 109 református vallású.
2011-ben az 5404 lakos nemzetiség szerinti  megoszlása 4057 román, 449 magyar, 603 roma, 25 német, 268-an nem nyilatkoztak. 

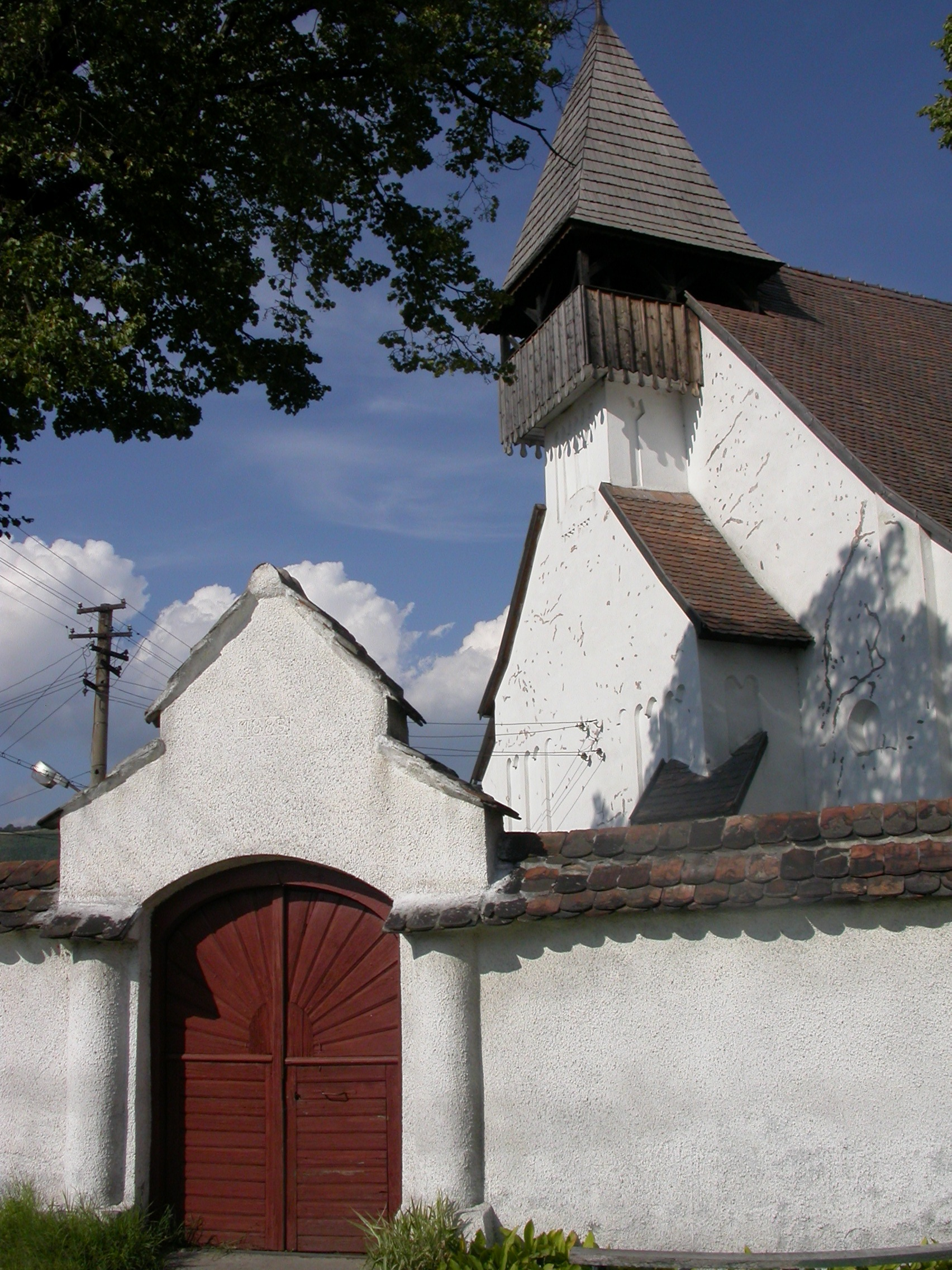
Az evangélikus templom

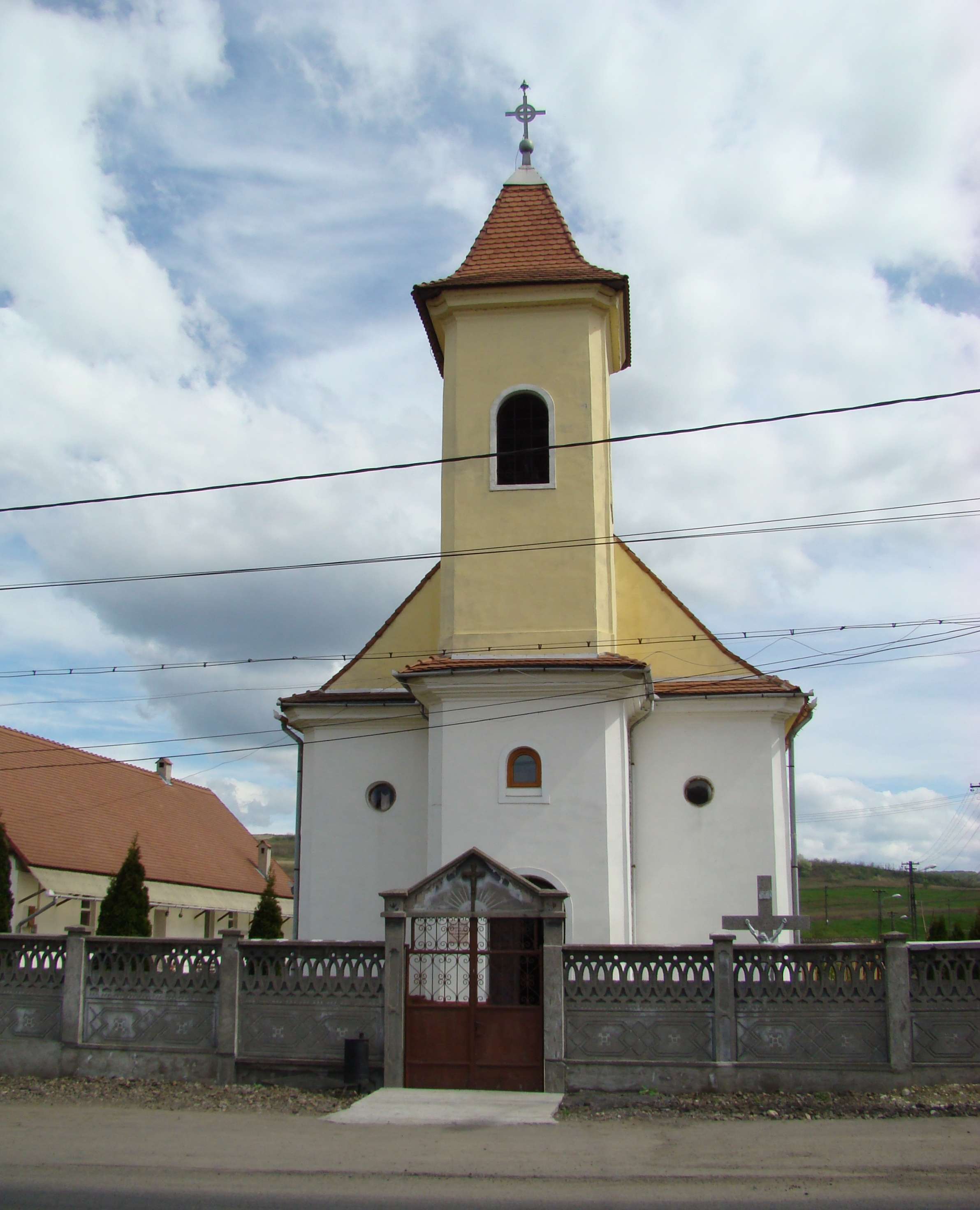
A római katolikus templom

## Látnivalók
Erősen átépített, eredetileg 13–15. századi evangélikus templom és 1779-ben épített római katolikus templom.

## Oktatás
A városban működik a Nicolae Teclu Iskolacsoport, az 1955-ben Medgyesről ideköltöztetett kohászati szakiskola utóda.
A településen évszázadok óta működött magyar nyelvű iskolai oktatás, amely 2014 őszén szűnt meg. A megszűnés oka az volt, hogy elmúlt években egy különálló épületben egy román nyelvű roma osztállyal összezárva helyezték el a magyar óvodásokat és elemista kisdiákokat. Ennek hatására a tehetősebb magyar szülők a medgyesi magyar iskolába, a szegényebbek a központi román iskolai osztályokba adták gyermekeiket. Az utolsó években már tanítónő sem volt a magyar osztályban, az egyetlen óvónő délelőtt az óvodásokkal foglalkozott, míg délután összevontan tanította a 6-11 éves gyermekeket.

## Gazdasága
Korábbi ipari üzemei közül ma a Sometra színesfémkohászati gyár működik, görög tulajdonban, Mytilineos Holding.

## Kiskapus a kultúrában
Itt forgatták Lucian Pintilie A tölgy című filmjét.

## Híres emberek
- Itt született 1975-ben Dan Tăpălagă újságíró.

## További információk

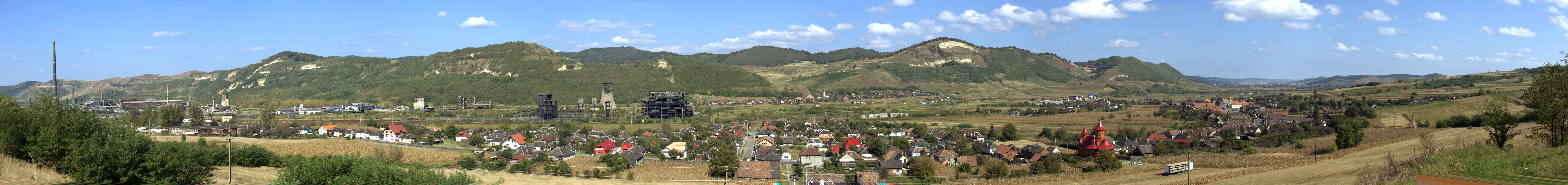